# Кириллова книга
«Кири́ллова книга» (полное название «Книга иже во святых отца нашего Кирилла, архиепископа Иеросалимского, на осьмый век») — полемический сборник, напечатанный по указу царя Михаила Феодоровича 21 апреля 1644 года.

## История создания
«Кириллова книга» была одним из изданий, предназначавшихся для полемики с протестантами в ходе переговоров о династическом браке между царевной Ириной Михайловной и сыном датского короля Кристиана IV графом Вальдемаром. Работа над ней началась в конце 30-х годов XVII века. Подготовкой издания занимался коллектив книжников, в который входили священники Михаил Рогов и Иоанн Наседка и справщики Мартемьян Шестак и Зиновий Подосёнов. В основу книги был положен полемический сборник, озаглавленный в одном из списков «Просветитель литовский». Он был составлен не позднее 20-х годов XVII века, предназначаясь для катехизации «литовцев» (выходцев из Литовского княжества, католиков и протестантов). Формирование сборника проходило в несколько этапов. Многочисленные изменения были внесены также непосредственно во время подготовки «Кирилловой книги».

## Содержание
В качестве вступления в «Кирилловой книге» были помещены полемические вирши между её авторами Иоанна Наседки и Михаила Рогова.
В сборнике был впервые напечатан индекс истинных и ложных книг для регламентации круга чтения.
Главным сочинением книги, по которому она получила название, являлось эсхатологическое «Сказание на осмыи век», впервые опубликованное в Вильно в 1596 году. Оно представляло собой перевод 15 огласительного слова святого Кирилла Иерусалимского с комментариями Стефана Зизания, составлявшими большую его часть. В «Сказании» утверждалось наступление конца света в восьмом тысячелетии по летоисчислению от Адама, а также доказывалось, что Папа Римский — предтеча Антихриста: «нынешним многим лжехристам, един есть наивысшии папа, иже оному последнему антихристу предотеча» (Кириллова книга, 1644, л. 47).
Основное содержание «Кирилловой книги» составляли статьи на разные богословские темы, имевшие в основном малороссийское происхождение. В них защищались православные учения о Пресвятой Троице, Иисусе Христе, Богородице, иконопочитании и других священных практиках, и обличались взгляды представителей иных конфессий и вероисповеданий: католиков, протестантов, униатов, монофизитов и манихеев.

## Влияние
Сразу после выхода книга начала активно использоваться в полемике с протестантами. Однако в результате Никоновской реформы она потеряла своё значение в официальной церкви, приобретя высокий статус в старообрядчестве. Дважды книга перепечатывалась староверами в Гродно в 1786 и 1791 годах, а также издавалась в единоверческой типографии в 1900 году.